# Noobz
Noobz is een Amerikaanse film uit 2012 met Jason Mewes in de hoofdrol. De film werd geregisseerd door Blake Freeman.
De film ging in première op het Fantasy Filmfest in Duitsland op 23 augustus 2012 en kwam in januari 2013 in de bioscoopzalen in de Verenigde Staten. Daarna werd hij enkel nog via dvd verspreid.

## Verhaal
Een groepje gamers, bestaande uit drie ongelukkige, al wat oudere jongens en een astmatische puber. Ze beginnen aan een road trip naar Los Angeles om deel te nemen aan de Cyberbowl Video Game Kampioenschappen. Hier komt de groep van de ene naar de andere bizarre situatie terecht.

## Rolverdeling
- Blake Freeman als Cody
- Moisés Arias als Hollywood
- Jason Mewes als Andy
- Jon Gries als Greg Lipstein
- Matt Shively als Oliver
- Casper Van Dien als Casper Van Dien
- Sabrina Carpenter als Brittney
- Jesse Heiman als Computer Guy
- Lin Shaye als Mrs. Theodore
- Carly Craig als Melissa
- Mindy Sterling als Mrs. Robinson
- Richard Speight Jr. als Jeff
- Brien Perry als Mr. Perry
- Bill Bellamy als Brian Bankrupt Simmons
- Zelda Williams als Rickie
- Chenese Lewis als Milkshake